# أرماند غاني
أرماند غاني (بالفرنسية: Armand Gagné) (1771-1793)؛ كان الابن المتبناة للملك لويس السادس عشر وماري أنطوانيت.

## التبني
في أحد الأيام من عام 1776 ، اقتربت عربة ماري أنطوانيت من صبي صغير ذو عمر الخمس سنوات على الطريق. توقفت العربة ، وأنقذت الصبي، وأصبحت ماري أنطوانيت سعيدة للغاية بمظهره لدرجة أنها أخذته معها. لم يكن الصبي يريد الذهاب ولم يرغب في أن يبتعد عن جدته ، لكن ماري أنطوانيت تبنته.
كانت جدته ممتنة للملكة على مساعدتها المالية التي مكنتها من إعالة أسرتها. استفاد إخوته أيضاً من التبني، حيث تم تمويل تعليم موسيقي لأخيه دينيس غاني، الذي كان يعمل عازف تشيلو في الأوركسترا الملكية في عام 1787 ، ومهراً وهدايا مالية لشقيقاته لويز ماري غاني وماري مادلين غاني حتى 10 أغسطس 1792.

## في البلاط
كتبت هنرييت كامبان بأن الطفل كان غير سعيد بالتبني منذ البداية، لأنه افتقد عائلته البيولوجية:
وصول جلالتها إلى شقتها في فرساي، ممسكة باليد الصغيرة، أذهل الأسرة بأكملها؛ صرخ بصرامة لا تطاق أنه يريد جدته، شقيقه لويس، وأخته ماريان؛ لا شيء يمكن أن يهدئه. تم نقله من قبل زوجة خادم ، تم تعيينه لحضوره ممرضة.
كان أرماند أول طفل يتبناه الملك والملكة، لكنه لم يكن الأخير. تبعه جان أميلكار في عام 1787، و إرنستين لامبريكيه في عام 1788، و "زوي" جين لويز فيكتوار في عام 1790. كان أرماند وإرنستين وزوي هم الوحيدون من بين أطفال الملكة المتبنيين الذين يعيشون بالفعل مع العائلة المالكة، وليس فقط العيش على نفقتهم. أعطت الملكة للصبي اسماً جديدً ، أرماند Armand، وهو اسم ابن المفضلة لديها، مدام دو بولينيلك. وبالتالي نشأ أرماند في البلاط الملكي. وصفته الملكة بأنه مدلل للغاية ، ووصف كامبان كيف أن الفستان الأبيض المزين بالدانتيل، وشاح وردي اللون بهامش فضية ، وقبعة مزينة بالريش ، تم استبداله الآن بقبعة من الصوف ، الفستان الأحمر الصغير ، والأحذية الخشبية.'" ورد أن الملكة ، التي تعرضت خلال هذه الفترة للتعذيب بسبب الضغط عليها لتلد طفلاً، وجدت الراحة في وجود غاني:
"كان الطفل جميلاً جداً حقاً. لقد سُحِرت الملكة به؛ كان يُحضر إليها كل صباح في الساعة التاسعة صباحاً؛ كان يتناول الإفطار ويتناول العشاء معها، وفي كثير من الأحيان حتى مع الملك. كانت تحب أن تسميه طفلي ، وأغدق عليها المداعبات ، وما زالت تلتزم الصمت العميق إحتراماً للندم الذي كان يشغل قلبها باستمرار."
ومع ذلك ، لم يكن جزءاً رسمياً في البلاط الملكي، لم يُعامل كأمير ، وكان حضوره في البلاط غير رسمي. لقد تم تبنيه رغماً عنه ، ولم يكن يرغب في ترك جدته ، ويبدو أنه طور علاقة سيئة مع والديه المتبنيين. علقت هنرييت كامبان بأن الملكة فقدت الاهتمام بابنها المتبناة بعد أن أنجبت أول طفل بيولوجي لها في عام 1778، ابنتها ماري تيريز.

## الثورة الفرنسية
ترك أرماند عائلته المتبناة في عام 1789 في بداية الثورة، وبدأ يتعاطف مع أفكار الجمهورية وأراد قتل الملك والملكة. إنضم إلى الجيش الثوري، وقتل في نوفمبر 1792، في معركة جيماب.
وكتبت هنرييت كامبان عنه قائلة :
"كان هذا المؤسف الصغير يبلغ من العمر عشرين عاماً تقريباً في عام 1792؛ غضب الناس والخوف من أن يعتقد البعض أنه المفضل لدى الملكة جعلته أكثر الإرهابيين دموية في فرساي. قُتل في معركة جيماب."

## أنظر أيضاً
- إرنستين لامبريكيه

- جان أميلكار

- "زوي" جين لويز فيكتوار